# Antonio Sabàto
Antonio Sabàto (Montelepre, 2 de abril de 1943 - Los Angeles, 6 de janeiro de 2021) foi um ator italiano. É pai de Antonio Sabàto Jr..
No início de carreira, atuou em filmes Exploitation e Spaghetti western, e iniciou a carreira na grande produção do ano de 1966, Grand Prix (ganhador de três prêmios da Academia de Artes e Ciências Cinematográficas), ao lado de astros como James Garner, Yves Montand e Jessica Walter, fazendo par romântico com a cantora Françoise Hardy. Neste filme, foi indicado ao Prêmios Globo de Ouro na categoria melhor ator revelação. No mesmo ano, atuou no filme italiano "Lo scandalo", trabalhando ao lado de Anouk Aimée.
Em 1984 mudou-se em definitivo nos Estados Unidos, comprando uma residência em Los Angeles.

## Morte
Morreu no dia 6 de janeiro de 2021, depois de dois dias internados por complicações da Covid-19.